# Jesús Fuertes
Jesús Fuertes Gómez (Madrid; 14 de abril de 1938-Miami, Estados Unidos 18 de junio de 2006) fue un pintor cubista español.

## Biografía
Nació el 14 de abril de 1938 en Madrid.
Fuertes se reunió en Francia con Pablo Picasso quien le describió como “verdadero genio”. A la edad de 15 años tuvo su primera exposición pública en Berlín. 
Las obras cubistas de Fuertes se exhiben en todo el mundo y amuebladas con un color azul brillante, lo que le valió el apodo de "Pintor de Azul"[cita requerida]. El enfoque de sus motivos son principalmente las mujeres y los gatos.
Sus cuadros cuelgan en edificios tan notables como el Museo de Arte Reina Sofía de Madrid, el Museo de Bellas Artes de Bruselas, el Museo de Arte Contemporáneo de Viena, el Museo de Arte de Pretoria en Sudáfrica y el Museo de São Paulo de Arte Moderno de Brasil . 
Sus obras han sido adquiridas por varias celebridades y las instituciones, como Sus Majestades Don Juan Carlos I y Sofía de Grecia y Dinamarca (reyes de España (1975-2014)), Cristina de los Países Bajos, el Príncipe Alberto II de Bélgica, el Barón Benjamin de Rothschild, el embajador español Miguel de Aldasoro, Jacqueline Onassis, Paloma Picasso, Yves Saint Laurent, Paco Rabanne, Francis Ford Coppola, Roman Polanski, Sylvester Stallone, Julio Iglesias, Mireille Mathieu, Sara Montiel, Charles Aznavour, Sacha Distel, Capital fundador y presidente del Banco Abel Holtz, Deutsche Bank, Phillips, Boehringer Ingelheim, Bayer y Sabena Airlines. [4] [5]
En 1979, Fuertes se trasladó a São Paulo, Brasil, donde desarrolló algunas expresiones para colorear - una verdadera representación de una de las primeras formas de "neocubismo tropical". En São Paulo se ganó el respeto y la admiración de los coleccionistas de arte moderno locales, museos, y el público en general. 
En 1996, Fuertes estableció un estudio en Miami, Florida, donde vivió hasta su muerte de un ataque al corazón, en junio de 2006, a la edad de 68 años.
Falleció el 18 de junio de 2006 en Miami.
Premios
1953 Segundo premio en lugar del joven pintores europeos Exposición en Berlín 
1963 Gran Premio de Roma de Pintura y Escultura. Primer premio por su pintura "Torneo Medieval"